# Docteur Shalka
Le Docteur Shalka est une incarnation passée et oubliée du Docteur, un personnage de la série télévisée britannique de science-fiction Doctor Who.
Dans l'histoire de la série, Le Docteur est un enfant intemporel élevé par Tecteun, une Shobogan, race originelle de la planète Gallifrey, devenue celle des Seigneurs du Temps (Time Lords). Le Docteur est originaire d'une planète inconnue, trouvé au pied d'un portail décrit comme "une frontière vers une dimension ou un univers inconnu", sur une planète déserte aux confins d'une galaxie. Il a grandi sur la planète Gallifrey, dans la constellation de Kasterborous. Il est présenté comme la première entité à s'être régénérée sur Gallifrey, étant à l'origine du code génétique des Seigneurs du Temps. Il dispose donc d'un nombre inconnu de régénérations, contrairement à ses semblables limités à 12, et qui lui ont cependant retiré la mémoire afin qu'il vive comme eux.

## Histoire
Dans Scream of the Shalka, le Docteur Shalka est initialement conçu comme la neuvième incarnation du Docteur. Cependant, après la relance de la série en 2005 avec un nouveau Neuvième Docteur joué par Christopher Eccleston, cette version est devenue non canonique. Mais, cette incarnation est redevenue canonique avec l'apparition de sa tête sous forme holographique dans l'épisode "Rogue" en 2024.
Le Docteur Shalka voyage avec son assistant robotique, une version animée du Maître, interprétée par Derek Jacobi. Ensemble, ils enquêtent sur une invasion extraterrestre par les Shalkas, une race extraterrestre menaçante.

## Création et réception
Le personnage a été créé par Paul Cornell, auteur renommé de plusieurs épisodes et romans de Doctor Who. Le casting de Richard E. Grant en tant que Docteur a été bien accueilli.

## Liste des apparitions
- 2003 : Scream of the Shalka
- 2024 : Rogue (caméo sous forme d'hologramme inanimé)